# The Stool Pigeon
The Stool Pigeon er en amerikansk stumfilm fra 1915 af Lon Chaney.

## Medvirkende
- J. Warren Kerrigan - Walter Jason
- Vera Sisson - Mildred Moore
- George Periolat - Oswald Trumble